# Covas do Rio
Covas do Rio é uma povoação portuguesa do Município de São Pedro do Sul que foi sede da extinta Freguesia de Covas do Rio, freguesia que tinha 26,51 km² de área e 120 habitantes (2011), e, por isso, uma densidade populacional de 4,5 hab/km².
A Freguesia de Covas do Rio foi extinta (agregada) pela reorganização administrativa de 2012/2013, sendo o seu território integrado na União das Freguesias de São Martinho das Moitas e de Covas do Rio.
Até 1853 pertenceu ao extinto concelho de Sul.

## População
| População da freguesia de Covas do Rio | População da freguesia de Covas do Rio | População da freguesia de Covas do Rio | População da freguesia de Covas do Rio | População da freguesia de Covas do Rio | População da freguesia de Covas do Rio | População da freguesia de Covas do Rio | População da freguesia de Covas do Rio | População da freguesia de Covas do Rio | População da freguesia de Covas do Rio | População da freguesia de Covas do Rio | População da freguesia de Covas do Rio | População da freguesia de Covas do Rio | População da freguesia de Covas do Rio | População da freguesia de Covas do Rio |
| -------------------------------------- | -------------------------------------- | -------------------------------------- | -------------------------------------- | -------------------------------------- | -------------------------------------- | -------------------------------------- | -------------------------------------- | -------------------------------------- | -------------------------------------- | -------------------------------------- | -------------------------------------- | -------------------------------------- | -------------------------------------- | -------------------------------------- |
| 1864                                   | 1878                                   | 1890                                   | 1900                                   | 1911                                   | 1920                                   | 1930                                   | 1940                                   | 1950                                   | 1960                                   | 1970                                   | 1981                                   | 1991                                   | 2001                                   | 2011                                   |
| 497                                    | 608                                    | 579                                    | 538                                    | 529                                    | 506                                    | 644                                    | 553                                    | 572                                    | 564                                    | 356                                    | 280                                    | 216                                    | 179                                    | 120                                    |

| Distribuição da População por Grupos Etários | Distribuição da População por Grupos Etários | Distribuição da População por Grupos Etários | Distribuição da População por Grupos Etários | Distribuição da População por Grupos Etários | Distribuição da População por Grupos Etários | Distribuição da População por Grupos Etários | Distribuição da População por Grupos Etários | Distribuição da População por Grupos Etários | Distribuição da População por Grupos Etários |
| -------------------------------------------- | -------------------------------------------- | -------------------------------------------- | -------------------------------------------- | -------------------------------------------- | -------------------------------------------- | -------------------------------------------- | -------------------------------------------- | -------------------------------------------- | -------------------------------------------- |
| Ano                                          | 0-14 Anos                                    | 15-24 Anos                                   | 25-64 Anos                                   | > 65 Anos                                    |                                              | 0-14 Anos                                    | 15-24 Anos                                   | 25-64 Anos                                   | > 65 Anos                                    |
| 2001                                         | 17                                           | 12                                           | 75                                           | 75                                           |                                              | 9,5%                                         | 6,7%                                         | 41,9%                                        | 41,9%                                        |
| 2011                                         | 5                                            | 6                                            | 47                                           | 62                                           |                                              | 4,2%                                         | 5,0%                                         | 39,2%                                        | 51,7%                                        |

Média do País no censo de 2001:  0/14 Anos-16,0%; 15/24 Anos-14,3%; 25/64 Anos-53,4%; 65 e mais Anos-16,4%
Média do País no censo de 2011:   0/14 Anos-14,9%; 15/24 Anos-10,9%; 25/64 Anos-55,2%; 65 e mais Anos-19,0%

## Património
- Igreja Matriz de Covas do Rio;
- Capela de São João;
- Capela de São Gonçalo;
- Capela de Santo Estevão;
- Capela de Santo Inácio.